# From Now On
From Now On – debiutancki, wydany w 2002 roku album zwycięzcy pierwszej edycji brytyjskiego Idola, Willa Younga. Płyta uplasowała się na pierwszym miejscu listy UK Album Chart.

## Lista utworów
1. "Evergreen" (Jörgen Elofsson, Per Magnusson, David Kreuger) – 4:13
2. "Anything Is Possible" (Cathy Dennis, Chris Braide) – 3:41
3. "Light My Fire" (Jim Morrison, Ray Manzarek, John Densmore, Robby Krieger) – 3:28
4. "Lover Won't You Stay" (Dennis, Guy Chambers) – 4:06
5. "Lovestruck" (Dennis, Will Young) – 4:42
6. "The Long and Winding Road" (z Garethem Gatesem) (John Lennon, Paul McCartney) – 3:30
7. "You and I" (Mike Peden, Ed Johnson, H. Johnson) – 4:06
8. "Side by Side" (Richard Stannard, Julian Gallagher, Dave Morgan, Young, Simon Hale) – 4:17
9. "What's in Goodbye" (Dennis, Burt Bacharach) – 3:06
10. "Cruel to be Kind" (Dennis, Young) – 4:55
11. "Over You" (Stannard, Gallagher, Morgan, Young, Hale) – 4:22
12. "From Now On" (Stannard, Gallagher, Morgan, Young) – 3:42
13. "Fine Line" (Peden, Johnson, Johnson) – 4:21

## Single
- "Anything Is Possible" / "Evergreen" #1 UK
- "Light My Fire" #1 UK
- "The Long and Winding Road" / "Suspicious Minds" #1 UK
- "Don't Let Me Down" / "You and I" #2 UK

## Twórcy
- Will Young – wokal
- Per Magnusson – instrumenty klawiszowe
- Pete Murray – instrumenty klawiszowe
- Pete Gordeno – instrumenty klawiszowe
- Simon Hale – instrumenty klawiszowe
- Esbörn Öhrwall – gitara
- Fridrik 'Frizzy' Karlsson – gitara
- Milton McDonald – gitara
- Fabien Waltmann – gitara, bas
- Graham Kearns – gitara
- Anthony Drennan – gitara
- Dave Morgan – gitara
- Steve Lewinson – bas
- Paul Turner – bas
- Jack Daley – bas
- Tomas Lindburg – bas
- Jeremy Stacey – bębny
- Richard 'Biff' Stannard – bębny, dodatkowy wokal
- Julian Gallagher – bębny
- Karlos Edwards – perkusja
- Thomas Dyani – perkusja
- Karen Street – akordeon
- The London Sessions Orchestra – instrumenty strunowe
- Stockholm Session Orchestra - instrumenty strunowe
- Absolute – instrumenty w "Light My Fire"
- Anders von Hofsten – dodatkowy wokal
- Jeanette Olsson – dodatkowy wokal
- United Colours of Sound – dodatkowy wokal
- Lance Ellington – dodatkowy wokal
- Silvia Mason-James – dodatkowy wokal
- Cathy Dennis – dodatkowy wokal
- Tee Green – dodatkowy wokal
- Ed Johnson – dodatkowy wokal
- Lucie Silvas – dodatkowy wokal
- Sharon Murphy – dodatkowy wokal
- London Community Gospel Choir – chór gospelowy